# Бэрд, Спенсер Фуллертон
Спенсер Фуллертон Бэрд (также Бэйрд англ. Spencer Fullerton Baird; 3 февраля 1823 — 19 августа 1887) — американский орнитолог, ихтиолог и герпетолог.
Член Национальной академии наук США (1864).

## Биография
Спенсер Фуллертон Бэрд учился с 1836 по 1840 годы в Дикинсоновом колледже Карлайла. Уже в 1838 году он встретился с орнитологом Джоном Джеймсом Одюбоном, который предоставил ему часть своей коллекции птиц и определил тем самым основную область исследования Бэрда. В 1841 году он совершил пешую орнитологическую экспедицию в горы Пенсильвании, пройдя 650 км за 21 день, из них 95 км только за последний день.
После того, как Бэрд закончил изучение медицины, он стал в 1845 году профессором естествознания в колледже, причем он руководил с 1848 года также кафедрой химии, а также читал лекции по физиологии и математике. Кроме того, он был куратором научной коллекции колледжа. Являлся секретарем Смитсоновского института в Вашингтоне, а также возглавлял Американскую комиссию по рыбам и рыболовству, основанную Конгрессом США в 1871 году благодаря влиянию друзей Бэрда в Конгрессе. Бэрд был назначен руководителем комиссии указом президента США Улисса Гранта в феврале 1871 года и находился на этой должности до своей смерти.

## Почести
В честь учёного назван род рыб семейства горбылёвых Bairdiella, а также многие виды животных:
- Плешан Бэрда (Alepocephalus bairdii)
- Клюворыл Бэрда (Berardius bairdii)
- Саванная овсянка Бэрда (Ammodramus bairdii)
- Бэрдов песочник (Calidris bairdii)
- Крысиная змея Бэйрда (Pantherophis bairdi)
- Cottus bairdii
- Eunephrops bairdii
- Microspathodon bairdii
- Nezumia bairdii
- Trogon bairdii
- Chionoecetes bairdi

## Труды
- Catalogue of North American Reptiles in the Museum of the Smithsonian Institution (Washington 1853, mit Charles Frédéric Girard)
- Catalogue of North American Birds (Washington 1858)
- Birds, in the series of reports of explorations and surveys for a railway route from the Mississippi river to the Pacific ocean (1858), welches nach Aussagen von Elliott Coues eine neue Epoche der Ornithologie markierte,
- Mammals of North America: Descriptions based on Collections in the Smithsonian Institution (Philadelphia, 1859)
- Review of North American Birds (Washington 1864-66)
- A History of North American Birds (Boston, 1875—1884; Land Birds, 3 vols., Water Birds, 2 vols), ein Monumentalwerk, welches er gemeinsam mit Thomas Mayo Brewer und Robert Ridgway erstellte.